# Raddiella malmeana
Raddiella malmeana är en gräsart som först beskrevs av Erik Leonard Ekman, och fick sitt nu gällande namn av Jason Richard Swallen. Raddiella malmeana ingår i släktet Raddiella och familjen gräs. Inga underarter finns listade i Catalogue of Life.